# Горан Закарић
Горан Закарић (Градишка, 7. новембар 1992) босанскохерцеговачки је фудбалер.

## Клупска каријера
Закарић је рођен у Градишци, прошао је омладинске селекције Козаре, а још као јуниор прешао је у редове Широког Бријега. Након једне сезоне на Пецари, Закарић је потписао уговор са загребачким Динамом, а као фудбалер овог клуба боравио је на позајмицама у Широком, Локомотиви, Зрињском и Славен Белупу.
У дресу Широког Бријега укупно је одиграо 120 утакмица, постигао 25 голова и забележио 12 асистенција. У сезони 2015/16. је за Зрињски одиграо 29 утакмица, постигао седам погодака уз четири асистенције, те је освојио титулу првака БиХ. Током јесењег дела сезоне 2016/17. је одиграо седам утакмица за екипу Славен Белупа.
У јануару 2017. потписао је уговор са сарајевским Жељезничаром. Закарић је у сезони 2017/18. добио награду за најбољег играча Премијер лиге БиХ. Са Жељезничаром је освојио Куп Босне и Херцеговине, те друго место у Премијер лиги БиХ. У овој сезони Закарић је одиграо 42 утакмице у плавом дресу, постигао 18 голова и имао 11 асистенција.
Почетком августа 2018. године потписао је трогодишњи уговор са Партизаном. Закарић је током сезоне 2018/19. у црно-белом дресу одиграо укупно 36 утакмица, на којима постигао седам голова и забележио пет асистенција. Освојио је Куп Србије. Пред почетак сезоне 2019/20. тренер Партизана Саво Милошевић је одлучио да прецрта Закарића са списка играча који иду на припреме на Златибор. Након тога је Закарић тренирао одвојено од екипе, а пред крај летњег прелазног рока споразумно је раскинуо уговор са Партизаном.
У октобру 2019. потписао је четворогодишњи уговор са Универзитатеа Крајовом. У зимском прелазном року, 5. фебруара 2020,  потписао је уговор са бањалучким Борцем. Провео је у Борцу две године и освојио је титулу првака Босне и Херцеговине у сезони 2020/21. Одиграо је укупно 63 утакмице у дресу Борца, постигао је 16 голова и забележио 20 асистенција. Крајем јануара 2022. године потписао је уговор са клубом Оход из Саудијске Арабије. У јуну исте године вратио се у Борац, али је напустио клуб по завршетку првог дела такмичарске 2022/23. Током пролећа 2023. наступао је за хрватског четвртолигаша ХНК Задар. У сезони 2023/24. наступао је за грчког друголигаша Еоликос. У јулу 2024. потписао је за македонски Вардар.

## Репрезентација
Закарић је играо за селекције Босне и Херцеговине до 19 и до 21 године. За сениорску репрезентацију Босне и Херцеговине је дебитовао 2014. године.

## Трофеји

### Зрињски
- Првенство Босне и Херцеговине (1) : 2015/16.

### Жељезничар
- Куп Босне и Херцеговине (1) : 2017/18.

### Партизан
- Куп Србије (1) : 2018/19.

### Борац Бања Лука
- Првенство Босне и Херцеговине (1): 2020/21.